# ゴールド-黄金
『ゴールド―黄金』（Gold）は、アイザック・アシモフのSF小説短編集、またその表題作。1995年に刊行された。
アシモフの死後に纏められた短編集。「ゴールド―黄金」「キャル」など晩年に書かれたSF短編15篇に、生前にSF雑誌（主にアシモフズ誌）やアンソロジーなどに掲載されたSF小説関連のエッセイを多数収録している。

## 代表的な収録作

### ゴールド―黄金
アシモフ最後のSF作品であり、1992年のヒューゴー賞 中編小説部門を受賞した表題作「ゴールド―黄金」（Gold）は、黄金と引き換えにSF作家から自作の電子ドラマ化を依頼されるドラマ作家の話であるが、そのSF作家はアシモフ自身を、作品は長編『神々自身』の第二部をモデルにしている。

### キャル
作中で登場する短編「完璧に正式」は、ファンタジー連作『小悪魔アザゼル18の物語』の番外編である。

## 収録されている作品

### 第一部 最後の物語 (The Final Stories)
キャルCal
左から右 Left to Right
ロバート・L・フォワードは、友人にドーナツ状の実験装置の説明をしていた。その中を光速に近い速度で素粒子が動いており、ドーナツの穴を通過したものはパリティの左右が置き換わる可能性があるということを。彼は自分が通過して、どうなるか実験してみると言った。友人が、左右が反対になると人体の構造が変化し、栄養分を摂取できないからやめろと答える。フォワードは、そのときは再度穴を通過すればいい、と言って穴をくぐり抜けた。出てきた彼は、心臓はちゃんと左にあり、盲腸の手術痕はもとどおりの場所にある、と言う。でも名前がロバート・L・バックワードに変わっていた。
フラストレーション Frustration
幻覚 Hallucination
不安定性 The Instability
アレクサンダー神王 Alexander the God
アレクサンダー・ホスキンズは14歳のとき、コンピューターの楽しさに目覚めた。自分でコンピューターを組み立て、様々なプログラムを試した。２年が過ぎる頃には、コンピューター専門書に書かれている内容で、彼の知らないことはなかった。自分のコンピューターを「ブケパロス」と名付けて、書物を読ませて記憶できるようにした。アレクサンダーはブケパロスに、過去の株式市場のあらゆるデータを覚えさせた。そして株式市場のコンピューターと接続されたブケパロスは、株式の変動を予測できるようになった。アレクサンダーの株式投資は成功し、若くして億万長者になった。彼はさらに金を儲けて、いくつもの国を支配することを夢見た。28歳のときには、有史以来の最大の金持ちになり、世界中の国々が彼の影響を大なり小なり受けるようになっていた。この世に自由はなくなり、アレクサンダーの意思どおりに動かされた。あるときブケパロスは、そろそろ自分の能力の限界だと話しはじめた。
谷のなか In the Canyon
さよなら、地球 Good-bye to Earth
21世紀の後半、地球を回る軌道上には１ダースもの「宇宙セトルメント」が造られていた。それぞれは人口１万から２万５千人ほどの小さなものだが、独立した世界だった。内部には地球環境を真似た自然があり、疑似重力も作りだしていた。動植物も人間も個体数が維持管理され、水や空気、食料はリサイクルによってまかなわれている。各セトルメントでは得意な分野の製品、食品、芸術品などを作っており、貿易されていた。人の行き来も活発だった。しかし予期せぬ昆虫や小動物が、紛れ込んできたときは、セトルメント内の環境を破壊するかもしれない。より深刻なのは、細菌やウイルスの侵入だ。免疫を持たないセトルメントの人々には、多くの死者が出るだろう。特に地球には、多くの病原体がいる。地球との接触を絶て、という声があがるかもしれない。どのセトルメントにも、核融合を利用した推進システムがついている。そんなときが来たら、それぞれのセトルメントは地球にさよならを言い、長い年月をかけて地球に似た世界を見つけるだろう。
たたかいの歌 Battle-Hymn
火星では、ハイパースペース実験の場所を提供するかどうかで揉めていた。それは危険な実験だが、低重力、低気圧、低温の火星は候補地として最適なのだ。その可否について投票されることになった。「ノー」を唱える実験反対派は、ヒルビリー・ソングを歌って主張をPRしている。
「イエス」と唱える実験賛成派は劣勢だった。それでも、反対派に負けてはならぬと歌を聴かせることにした。それは地球のフランスで歌われていた古い国歌だ。火星入植者のうち、かなりの数がフランス系だったからだ。その曲は軍歌をルーツにしていて、血を騒がせるものだ。「進め、祖国の子らよ　栄光の日は来たりぬ…」。いまやフランス語の歌詞の意味はわからなくても、勇壮なリズムが火星全土に響き渡った。やがて賛成派にも、勝つチャンスが見えてきた。投票日の夜、開票結果は賛成派の票数が90パーセントを越えており、勝利は確実だった。賛成派の事務所でも、この勝利は思いがけぬものだった。歌を使うことを発案した男が言う。歌詞の意味は分からなくても、みんな題名は知っている。それは「火星はイエスという（マルス・セイ・イエス）」だからと。（※正式な題名、ラ・マルセイエーズのもじり）
フェグフートと法廷 Feghoot and the Courts
許しがたい過失 Fault-Intolerant
おとうと Kid Brother
その男には、チャーリーという名の息子がいた。チャーリーが生まれて８ケ月が過ぎたとき、第二子の申請を提出したのだが、予想に反して拒否されてしまった。仕方がないのでチャーリーを大切に育てた。チャーリーは同年代の子供より、知能も体力も２年は進んでいたのでガキ大将になった。周りの子供はチャーリーと遊ばなくなり、彼は一人ぼっちになった。可哀そうに思った男の妻は、弟代わりのロボットをレンタルで借りた。人間そっくりで礼儀正しく、動力は10年間の保証付きだった。名前はキッドとつけた。チャーリーとキッドは仲良く遊び、男も妻も満足だった。ある日のこと、男が外出しているあいだに家が火事になった。連絡を受けた男が慌てて戻ると、妻は「両方を助けることはできなかった」と言った。子供を取り囲んでいる人々に、男が「重傷ですか」と聞くと「修理はできます」。妻はロボットのほうを助けていたのだ。男は、妻を絞め殺した。
宇宙の愛国者-現代の寓話 The Nations in Space
チッパーの微笑 The Smile of the Chipper
ゴールド―黄金 Gold

### 第二部 サイエンス・フィクションについて (On Science Fiction)
- 最長の航海 The Longest Voyage
- 世界の創造 Inventing the Universe
- 空飛ぶ円盤とSF Flying Saucers and Science Fiction
- 侵略 Invasion
- SFの吹き矢 The Science Fiction Blowgun
- ロボット年代記 The Robot Chronicles
- 来るべき黄金時代 Golden Age Ahead
- 人類だけの銀河 The All-Human Galaxy
- 心理歴史学 Psychohistory
- SFにおけるシリーズもの Science Fiction Series
- 生存者 Survivors
- どこにもない! Nowhere!
- アウトサイダー、インサイダー Outsiders, Insiders
- SFのアンソロジー Science Fiction Anthologies
- SFの影響力 The Influence of Science Fiction
- 女性とSF Women and Science Fiction
- 宗教とSF Religion and Science Fiction
- 時間旅行 Time-Travel

### 第三部 SF小説作法 (On Writing Science Fiction)
- プロットについて Plotting
- 隠喩 Metaphor
- アイディア Ideas
- サスペンス Suspense
- 続きもの Serials
- この分野の名称 The Name of Our Field
- SF作家になるためのヒント Hints
- 若者大歓迎 Writing for Young People
- 名前 Names
- オリジナリティとは Originality
- 書評 Book Reviews
- 作家の苦労 What Writers Go Through
- 書きなおし Revisions
- 皮肉 Irony
- 盗作 Plagiarism
- 象徴主義 Symbolism
- 予言 Prediction
- ベストセラー Best-Seller
- 偽名 Pseudonyms
- 会話 Dialog